# Kaja Verdnik
Kaja Verdnik, slovenska deskarka na snegu, * 23. februar 1999, Celje.
Verdnik je za Slovenijo nastopila na zimskih olimpijskih igrah leta 2018 v Pjongčangu, kjer je zasedla 21. mesto v snežnem kanalu. Leta 2017 je edinkrat nastopila na svetovnih prvenstvih in dosegla v isti disciplini 27. mesto.